# Effet d'ambiguïté
L'effet d’ambiguïté est un biais cognitif qui se manifeste lorsqu'une prise de décision est affectée par un manque d'information, ou « l'ambiguïté ». L'effet implique que les gens ont tendance à sélectionner des options pour lesquelles la probabilité d'une issue favorable est connue plutôt qu'une option pour laquelle la probabilité d'une issue favorable est inconnue. L'effet a d'abord été décrit par Daniel Ellsberg en 1961.

## Exemples
Lors de l'achat d'une maison, beaucoup de gens préfèrent un prêt hypothécaire à taux fixe à un prêt hypothécaire à taux variable, où le taux d'intérêt fluctue en fonction du marché. C'est le cas même s'il a été montré statistiquement qu'un prêt hypothécaire à taux variable permet d'économiser de l'argent.
Considérez, par exemple, un seau contenant 30 boules. Les boules peuvent être rouges, noires ou blanches. Dix des boules sont rouges, et les 20 autres sont soit noires soit blanches, toutes les combinaisons de noir et de blanc ayant la même probabilité. Dans l'option X, une personne gagne 100$ si elle tire une boule rouge, et dans l'option Y, cette personne obtient le même gain si elle tire une boule noire. La probabilité de tirer une boule gagnante est la même dans chacune des deux options. Dans l'option X, la probabilité de choisir une boule gagnante est de 1 sur 3 (10 boules rouges sur un total de 30 balles). Dans l'option Y, malgré le fait que le nombre de boules noires soit incertain, la probabilité de choisir une boule gagnante est également de 1 sur 3 :  le nombre de boules noires est également réparti parmi toutes les possibilités existantes entre 0 et 20, la probabilité d'en tirer 1 variant alors de 0 (0/20) à 2/3 (20/30) suivant la répartition. La seule différence entre les deux options, c'est que dans l'option X, la probabilité d'une issue favorable est connue, alors que dans l'option Y, la probabilité d'une issue favorable est inconnue (« ambiguë »). Malgré l'équiprobabilité des résultats favorables, les gens ont une plus grande tendance à choisir une balle avec l'option X, où la probabilité de tirer une boule gagnante est perçue comme plus certaine. L'incertitude quant au nombre de boules noires tend à faire passer l'option Y pour un choix moins favorable. Même en sachant qu'il pourrait potentiellement y avoir deux fois plus de boules noires que de boules rouges, les gens ont tendance à ne pas vouloir prendre le risque contraire : qu'il y ait moins de 10 boules noires. L'« ambiguïté » inhérente à l'option Y se traduit par la tendance des gens à favoriser l'option X, même lorsque leur probabilité est la même.
Un exemple plus réaliste pourrait être la façon dont les gens investissent de l'argent. Un investisseur ayant une aversion au risque pourrait avoir tendance à placer son argent dans des investissements « sûrs » tels que les obligations gouvernementales et les dépôts bancaires, évitant les investissements volatiles comme ceux dans des actions ou des fonds d'investissement. Même si le marché des actions est susceptible de fournir un rendement significativement plus élevé au fil du temps, l'investisseur pourrait préférer l'investissement « sûr » dont le rendement est connu, aux actions dont le rendement n'est pas connu, le marché étant moins prévisible.
L'effet d’ambiguïté est une explication possible au fait que les gens soient réticents à adopter de nouvelles pratiques au travail.
Éviter la connaissance ambiguë est un trait humain, notamment lié à l'illusion des séries. Lorsqu'on leur présente au hasard de grandes quantités de données, les gens ont tendance à percevoir à tort des coïncidences. La dissonance cognitive créée par le fait d'être confronté à des données sans lien est ainsi réduite et laisse place à davantage de certitude, même si celle-ci est infondée. 

## Explication
Une explication possible de cet effet est que les gens ont des raccourcis mentaux (heuristique) pour éviter des options où l'information est manquante,. Cela les conduit souvent à rechercher les informations manquantes, mais dans de nombreux cas, l'information ne peut pas être obtenue. L'effet se produit souvent lorsque l'attention d'une personne est attirée par un élément particulier manquant.